# Mount Greenfield
Mount Greenfield är ett berg i Antarktis. Det ligger i Östantarktis. Argentina och Storbritannien gör anspråk på området. Toppen på Mount Greenfield är 1 490 meter över havet.
Terrängen runt Mount Greenfield är platt åt sydväst, men åt nordost är den kuperad. Trakten är obefolkad. Det finns inga samhällen i närheten.